# Простир (річка)
Простир (біл. Прастыр) — річка в Зарічненському районі Рівненської області України та Пінському районі Берестейської області Білорусі, права притока Прип'яті (басейн Дніпра).

## Опис
Довжина річки 21 км. Висота витоку річки над рівнем моря — 148 м, висота гирла — 136 м, падіння річки — 12 м, похил річки — 0,67 м/км.

## Розташування
Бере початок у смт Зарічне (лівий рукав Стиру). Тече переважно на північний захід, перетинає українсько-білоруський кордон і на північно-східній стороні від села Хойна впадає у річку Прип'ять, праву притоку Дніпра.
Населені пункти вздовж берегової смуги: Паре.